# Мурзилка (персонаж)
Мурзилка — имя (или кличка), которое носят персонажи в разных детских литературных и графических произведениях в России (в СССР), ведущих своё происхождение либо от персонажа Анны Хвольсон, либо получивших кличку от слова «мурзи́ться» («сердиться, ворчать (о собаке)»). Наибольшую известность получил образ персонажа Мурзилка — жёлтого зверька, придуманного в 1937 году советским художником Аминадавом Каневским для детского журнала «Мурзилка».
- Мурзилка (1887) — имя, которое было дано писательницей Анной Хвольсон одному из рисованных персонажей канадского художника и писателя Палмера Кокса, который придумал крохотных человечков «брауни» и стал делать серии рисунков об их приключениях. Впервые имя появилось в 1887 году в сказке под названием «Мальчик с пальчик, девочка с ноготок», которая была опубликована в журнале для детей «Задушевное слово» (одним из героев сказки был персонаж с именем Мурзилка). В 1889 году была издана книга «Царство малюток. Приключения Мурзилки и лесных человечков в 27 рассказах А. Хвольсон с 182 рисунками Кокса». В этой книге Мурзилка — это хвастунишка и лентяй, щеголяющий в чёрном фраке, с огромным белым цветком в петлице и моноклем в глазу, в шёлковом цилиндре и штиблетах с длинными носами, с элегантной тростью.
- Мурзилка (1913) — герой книги «Дневник Мурзилки» издательства «Товарищества М. О. Вольфъ» в Санкт-Петербурге (состоявшей из двух частей: «Дневник Мурзилки» и «Новый дневник Мурзилки»). В 1927 году в Одессе в переработанном виде книга под авторством Л. Евгеньева со 120 рисунками канадского художника Палмера Кокса была издана под названием «Новый дневник Мурзилки. Кругосветное путешествие лилипутиков» (переиздана в 1929).
- Мурзилка (1924) — щенок из рассказов Александра Фёдорова-Давыдова. В 1924 году он написал свой первый рассказ «Мурзилкин первый день», где Мурзилка — это щенок собаки Жучки. Рассказ был опубликован в первом номере журнала «Мурзилка». Образ щенка Мурзилки к рассказу нарисовал художник Константин Ротов. Рассказы о щенке Мурзилке публиковались в последующих номерах журнала. В 1927 году было напечатано первое издание книжки с рассказами о Мурзилке — «Похождения Мурзилки, удивительно шустрой собачки».
- Мурзилка (1925) — русское имя дедушки Фокси[англ.], персонажа историй американского карикатуриста Карла Э. Шульца. Имя было выбрано в 1925 году ленинградской студией «Севзапкино», которая выпустила сборник короткометражек про американского персонажа под названием «Похождения Мурзилки»[5].
- Мурзилка (1926) — герой советского мультфильма 1926 года «Как Мурзилка научился правильно писать адреса» (не сохранился, реж. Николай Ходатаев).
- Мурзилка (1934) — персонаж из мультфильма Киевской фабрики «Украинфильм» «Мурзилка в Африке», вышедшего в 1934 году[6][7]. В этом мультфильме Мурзилка — это имя пионера, который со своим товарищем пионером Знайкой спасает негритёнка в Африке и привозит его в СССР.
- Мурзилка (1937) — персонаж из детского журнала «Мурзилка» — придуманный художником Аминадавом Каневским жёлтый пушистый зверёк, который появлялся в журнале до 1939 года и вновь появился в 1959 году (с этого года жёлтый пушистый зверёк Мурзилка — бессменный символ журнала).
- Мурзилка (1941) — персонаж из детского журнала «Мурзилка»; в 1941 году журнальный Мурзилка — это имя мальчика с красным галстуком и рыжими волосами.
- Мурзилка (1964) — лилипут из стихотворения советского писателя Самуила Маршака «Приключения Мурзилки»[8].

## Персонаж мультфильмов «Союзмультфильм»

Кадр из мультфильма «Мурзилка на спутнике»

Мурзилка — персонаж четырёх мультфильмов киностудии «Союзмультфильм».
Поиск образа специального корреспондента Мурзилки — серийного типажа, ставшего героем серии из четырёх мультипликационных фильмов о его приключениях — начался на киностудии «Союзмультфильм» в середине 1950-х годов. Был объявлен внутристудийный конкурс, который в 1955 году выиграл художник Анатолий Савченко, определивший образ маленького корреспондента.
Так в 1955 году на киностудии «Союзмультфильм» появился Мурзилка — миниатюрный мальчик-корреспондент, приключениям которого были посвящены несколько мультфильмов, вышедших в конце 1950-х — начале 1960-х годов. Этот любознательный мальчик встречается в таких мультфильмах, как: «Приключения Мурзилки» (1956), «Опять двойка» (1957), «Мурзилка и великан» (1960), «Мурзилка на спутнике» (1960).
По мотивам мультфильмов издательство «Детский мир» выпустило две книги:
- «Приключение Мурзилки» (1959) — по мотивам мультфильма «Приключения Мурзилки» с иллюстрациями Е. Н. Райковского, А. М. Савченко и Б. Степанцева;
- «Мурзилка на спутнике» (1960) — с иллюстрациями В. А. Никитина и А. М. Савченко.

Мультипликационный Мурзилка появлялся в серии почтовых открыток, издававшихся в СССР. В 1964 году были выпущены наборы открыток по мультфильму «Мурзилка на спутнике», художниками которых были И. В. Знаменский и Б. П. Степанцев.